# Benetton B191
Benetton B191 je vůz formule 1 týmu Benetton nasazený v roce 1991 a třech závodech sezony 1992. Jezdili v něm Nelson Piquet, Roberto Moreno, Michael Schumacher a od roku 1992 i Martin Brundle.

## Výsledky v sezoně 1991
| Legenda k tabulce | Legenda k tabulce                                                                       |
| Barva             | Výsledek                                                                                |
| ----------------- | --------------------------------------------------------------------------------------- |
| Zlatá             | Vítěz                                                                                   |
| Stříbrná          | 2. místo                                                                                |
| Bronzová          | 3. místo                                                                                |
| Zelená            | Bodované umístění                                                                       |
| Modrá             | Nebodované umístění                                                                     |
| Modrá             | Dokončil neklasifikován (NC)                                                            |
| Fialová           | Odstoupil (Ret)                                                                         |
| Červená           | Nekvalifikoval se (DNQ)                                                                 |
| Červená           | Nepředkvalifikoval se (DNPQ)                                                            |
| Černá             | Diskvalifikován (DSQ)                                                                   |
| Bílá              | Nestartoval (DNS)                                                                       |
| Bílá              | Závod zrušen (C)                                                                        |
| Světle modrá      | Pouze trénoval (PO)                                                                     |
| Světle modrá      | Páteční testovací jezdec (TD)                                                           |
| Bez barvy         | Netrénoval (DNP)                                                                        |
| Bez barvy         | Vyřazen (EX)                                                                            |
| Bez barvy         | Nepřijel (DNA)                                                                          |
| Bez barvy         | Odvolal účast (WD)                                                                      |
| Bez barvy         | Nezúčastnil se (prázdné)                                                                |
| Označení          | Význam                                                                                  |
| Tučnost           | Pole position                                                                           |
| Kurzíva           | Nejrychlejší kolo                                                                       |
| †                 | Jezdec nedojel do cíle, ale byl klasifikován, protože odjel více než 90 % délky závodu. |
| ‡                 | Byl udělován poloviční počet bodů, protože bylo odjeto méně než 75 % délky závodu.      |
| Horní index       | Umístění bodujících jezdců ve sprintu                                                   |

| Rok  | Šasi           | Motor        | Pneu    | Jezdci             | 1   | 2   | 3   | 4   | 5   | 6   | 7   | 8   | 9   | 10  | 11  | 12  | 13  | 14  | 15  | 16  | Body | Umístění |
| ---- | -------------- | ------------ | ------- | ------------------ | --- | --- | --- | --- | --- | --- | --- | --- | --- | --- | --- | --- | --- | --- | --- | --- | ---- | -------- |
| 1991 | Benetton B191  | Ford HBA5 V8 | Pirelli |                    | USA | BRA | SMR | MON | CAN | MEX | FRA | GBR | GER | HUN | BEL | ITA | POR | ESP | JPN | AUS | 38.5 | 4. místo |
| 1991 | Benetton B191  | Ford HBA5 V8 | Pirelli | Roberto Moreno     |     |     | 13  | 4   | Ret | 5   | Ret | Ret | 8   | 8   | 4   |     |     |     |     |     | 38.5 | 4. místo |
| 1991 | Benetton B191  | Ford HBA5 V8 | Pirelli | Michael Schumacher |     |     |     |     |     |     |     |     |     |     |     | 5   | 6   | 6   | Ret | Ret | 38.5 | 4. místo |
| 1991 | Benetton B191  | Ford HBA5 V8 | Pirelli | Nelson Piquet      |     |     | Ret | Ret | 1   | Ret | 8   | 5   | Ret | Ret | 3   | 6   | 5   | 11  | 7   | 4   | 38.5 | 4. místo |
| 1992 | Benetton B191B | Ford HBA5 V8 | G       |                    | RSA | MEX | BRA | ESP | SMR | MON | CAN | FRA | GBR | GER | HUN | BEL | ITA | POR | JPN | AUS | 91   | 3. místo |
| 1992 | Benetton B191B | Ford HBA5 V8 | G       | Michael Schumacher | 4   | 3   | 3   |     |     |     |     |     |     |     |     |     |     |     |     |     | 91   | 3. místo |
| 1992 | Benetton B191B | Ford HBA5 V8 | G       | Martin Brundle     | Ret | Ret | Ret |     |     |     |     |     |     |     |     |     |     |     |     |     | 91   | 3. místo |